# Шаїнський Володимир Якович
Володимир Якович Шаїнський (12 грудня 1925, Київ, Українська РСР, СРСР — 25 грудня 2017, Сан-Дієго, США) — радянський і український композитор, піаніст, співак, скрипаль, музичний педагог єврейського походження. Народний артист РРФСР (1986). Лауреат Премії Ленінського комсомолу (1980), Державної премії СРСР (1981).
Відомий як автор багатьох популярних пісень для дорослих і дітей, у тому числі музики до мультфільмів про Чебурашку і Крокодила Гену.

## Життєпис
Закінчив Московську консерваторію.
Автор багатьох популярних радянських дитячих пісень, зокрема «Голубой вагон», «Улыбка», «Кузнечик», «Антошка», «Облака», «Мамонтёнок», «Вместе весело шагать…», «Когда мои друзья со мной», «Крейсер „Аврора“», «Чунга-чанга» та ін.

## Фільмографія
- «У цей святковий вечір» (1959)
- «Антошка» (1969, мультфільм, мультальманах «Весела карусель» №1)
- «Розсіяний Джованні» (1969, мультфільм, мультальманах «Весела карусель» №1)
- «Ну, постривай!» (1969, мультфільм, мультальманах «Весела карусель» №1)
- «Чебурашка» (1971, мультфільм)
- «Пригоди Незнайка та його друзів» (1971—1973, у співавт., мультсеріал)
- «Мама» (1972, мультфільм)
- «Аврора» (1973, мультфільм)
- «Аніскін і Фантомас» (1973)
- «Крихітка Єнот» (1974, мультфільм)
- «Шапокляк» (1974, мультфільм)
- «Фініст — Ясний Сокіл» (1975)
- «Мисливець за браконьєрами» (1975)
- «Шкільний вальс» (1976)
- «Поки б'є годинник» (1976)
- «Катерок» (1976, мультфільм)
- «Весняний призов» (1976)
- «По секрету всьому світу» (1976)
- «Напередодні прем'єри» (1978, Кіностудія ім. О. Довженка)
- «Хто отримає ананас?» (1978, мультфільм, «Київнаукфільм»)
- «Близька далина» (1978)
- «Розклад на післязавтра» (1978)
- «І знову Аніскін» (1978)
- «Дивовижні пригоди Дениса Корабльова» (1979)
- «Сніданок на траві» (1979)
- «Мама для мамонтеняти» (1981, мультфільм)
- «4:0 на користь Тетянки» (1982, Одеська кіностудія)
- «Чебурашка йде до школи» (1983, мультфільм)
- «Ранок без оцінок» (1983)
- «Справа за тобою!» (1983)
- «Увага! Всім постам...» (1985)
- «Дайте нам чоловіків!» (1985, у співавт., Одеська кіностудія)
- «Шкідлива неділя» (1986)
- «Чебурашка» (2013, мультфільм, у співавт.) та ін.